# Katlego Mphela
Katlego Mphela, född 29 november 1984, är en sydafrikansk fotbollsspelare (anfallare) som sedan 2008 spelar i den sydafrikanska klubben Mamelodi Sundowns. 
Mphela inledde karriären i Jomo Cosmos 2003 och flyttade sedan till Europa för spel i franska Strasbourg 2004. Under två säsonger i Strasbourg spelade Mphela 14 ligamatcher men lyckades inte göra något mål. Säsongen 2005–2006 lånades han ut till Stade Reims i den franska andraligan där han spelade 5 matcher utan att göra något mål. Sommaren 2006 flyttade Mphela hem till Sydafrika och spel i Supersport United där han gjorde 17 mål på 62 ligamatcher innan han värvades av Mamelodi Sundowns 2008. Säsongen 2009–2010 gjorde Mphela 17 ligamål och blev med det ligans bästa målskutt, han nominerades även till priset som ligans bästa spelare men kom trea i omröstningen.
Mphela debuterade i det sydafrikanska landslaget den 26 februari 2005 i en match mot Seychellerna som Sydafrika vann med 3–0 efter att Mphela gjort två av målen. Han har bland annat deltagit vid Afrikanska mästerskapet 2006, Afrikanska mästerskapet 2008, Confederations Cup 2009 och VM 2010.

### Webbkällor
- ”Mphela, Katlego”. national-football-teams.com. Arkiverad från originalet den 4 oktober 2012. https://web.archive.org/web/20121004163225/http://www.national-football-teams.com/v2/player.php?id=10044. Läst 22 juni 2010.